# ستيفن ريا (صحفي)
ستيفن ريا (بالإنجليزية: Steven Rea)‏ هو صحفي وناقد سينمائي أمريكي، ولد في القرن العشرين في لندن في المملكة المتحدة.

## وصلات خارجية
- ستيفن ريا على موقع ميتاكريتيك (الإنجليزية)
- ستيفن ريا على موقع روتن توميتوز (الإنجليزية)

- الموقع الرسمي